# Hydriomena approximata
Hydriomena approximata är en fjärilsart som beskrevs av Barend J. Lempke 1950. Hydriomena approximata ingår i släktet Hydriomena och familjen mätare. Inga underarter finns listade i Catalogue of Life.